# 红翅沙雀属
红翅沙雀属（学名：Rhodopechys）是燕雀科下的一个属。

## 下属物种
本属包括以下物种：
- 非洲红翅沙雀 Rhodopechys alienus Whitaker, 1897
- 红翅沙雀 Rhodopechys sanguineus (Gould, 1838)